# بیب لاتانه
بیب لاتانه (انگلیسی: Bibb Latané) یک روانشناس اجتماعی اهل ایالات متحده آمریکا بود. او در سال ۱۹۶۸ میلادی به همراه جان دارلی اثر تماشاگر را توضیح داد.